# Championnats du monde de trampoline 2001
Navigation
Édition précédente Édition suivante
Les 22e Championnats du monde de trampoline, tumbling et double mini-trampoline ont eu lieu à Odense au Danemark du 26 au 28 juillet 2001.

## Résultats

### Hommes

#### Individuel
| Rang | Gymnaste             | Pays        | Points |
| ---- | -------------------- | ----------- | ------ |
|      | Alexander Moskalenko | Russie      | 43.50  |
|      | Aleksander Chernonos | Ukraine     | 41.40  |
|      | Alan Villafuerte     | Pays-Bas    | 40.20  |
| 4    | David Martin         | France      | 38.80  |
| 5    | Yuriy Nikitin        | Ukraine     | 18.60  |
| 6    | Dmitri Poliarouch    | Biélorussie | 18.50  |
| 7    | German Knytchev      | Russie      | 11.40  |
| 8    | Markus Kubicka       | Allemagne   | 6.10   |

#### Par équipe
| Rang | Gymnaste    | Pays                                                                  | Points |
| ---- | ----------- | --------------------------------------------------------------------- | ------ |
|      | Russie      | Alexander Russakov German Knytchev Alexander Moskalenko Sergei Iachev | 126.10 |
|      | Allemagne   | Michael Serth Markus Kubicka Henrik Stehlik Michael Kubicka           | 121.20 |
|      | France      | Mickaël Jala Guillaume Bourgeon David Martin Sébastien Laïfa          | 119.8  |
| 4    | Ukraine     | Zhan Yordanov Yuriy Nikitin Oleksador Chernonos Denys Vrazhkin        | 91.50  |
| 5    | Biélorussie | Vladimir Kakorko Nikolai Kazak Dmitri Poliarush Evgueni Beliaev       | 90.20  |

#### Synchronisé
| Rang | Gymnaste                            | Pays        | Points |
| ---- | ----------------------------------- | ----------- | ------ |
|      | Aleksandr Moskalenko German Knychev | Russie      | 51.70  |
|      | Michael Serth Henrik Stehlik        | Allemagne   | 50.80  |
|      | Dmitri Poliarush Evgueni Beliaev    | Biélorussie | 50.50  |
| 4    | Daisuke Nakata Takayuki Kawanishi   | Japon       | 50.10  |
| 5    | Nuno Merino joao Marques            | Portugal    | 48.90  |
| 6    | Paul Simith Lee Brearley            | Royaume-Uni | 48.60  |
| 7    | Arkadiusz Piluh Konrad Bojakowiski  | Pologne     | 47.60  |
| 8    | Javier Guerrero Asier Zumieta       | Espagne     | 9.30   |

#### Double-Mini
| Rang | Gymnaste         | Pays             | Points |
| ---- | ---------------- | ---------------- | ------ |
|      | Nuno Lico        | Portugal         | 63.90  |
|      | Amadeu Neves     | Portugal         | 63.70  |
|      | Rodolfo Rangel   | Brésil           | 63.60  |
| 4    | Keith Douglas    | États-Unis       | 62.90  |
| 5    | Justin Dougal    | Nouvelle-Zélande | 62.90  |
| 6    | Radostin Ratchev | Bulgarie         | 62.50  |
| 7    | Nils Melkerud    | Suède            | 61.80  |
| 8    | Chris Mitruk     | Canada           | 54.10  |

#### Double Mini par équipe
| Rang | Gymnaste         | Pays                                                          | Points |
| ---- | ---------------- | ------------------------------------------------------------- | ------ |
|      | Portugal         | Amadeu Neves Nuno Lico Nuno Merino Diogo Faria                | 95.20  |
|      | Espagne          | Asier Zumeta Javier Guerrero Ivan Ontiveros Jose Manuel Munoz | 94.20  |
|      | États-Unis       | Derrick Aldrich Keith Douglas David Ford Josh Vance           | 93.90  |
| 4    | Canada           | Chris Mitruk Ryan Ward Marti Myers Dave Parke                 | 63.40  |
| 5    | Nouvelle-Zélande | Steve Vette Justin Dougal Chris Ormandy Anthony Jackson       | 53.20  |

#### Tumbling
| Rang | Gymnaste           | Pays           | Points |
| ---- | ------------------ | -------------- | ------ |
|      | Denis Serdioukov   | Russie         | 77.30  |
|      | Nicolas Fournials  | France         | 74.80  |
|      | Levon Petroian     | Russie         | 72.80  |
| 4    | Alexandre Dechanet | France         | 71.30  |
| 5    | Frankie Hartman    | France         | 71.10  |
| 6    | Aleksander Barkov  | Lituanie       | 69.90  |
| 7    | Robert Small       | Royaume-Uni    | 69.00  |
| 8    | Thato Morubane     | Afrique du Sud | 68.90  |

#### Tumbling par équipe
| Rang | Gymnaste       | Pays                                                               | Points |
| ---- | -------------- | ------------------------------------------------------------------ | ------ |
|      | Russie         | Denis Serdioukov Levon Petroian Alexei Batienko Alexei Kryjanovski | 113.50 |
|      | Afrique du Sud | Thato Morubane Jackonia Seepamore Tseko Mogotsi Eon van Zyl        | 110.00 |
|      | États-Unis     | Frankie Hartman Chris Helton Brad Davis Jared Olsen                | 108.30 |
| 4    | Royaume-Uni    | Robert Small Richard Harris Damien Walters                         | 107.10 |
| 5    | France         | Nicolas Fournials Alexandre Dechanet Nicolas Divry Gael Manry      | 96.20  |

### Femmes

#### Individuel
| Rang | Gymnaste         | Pays        | Points |
| ---- | ---------------- | ----------- | ------ |
|      | Anna Dogonadze   | Allemagne   | 40.80  |
|      | Irina Karavaeva  | Russie      | 40.70  |
|      | Claire Wright    | Royaume-Uni | 39.10  |
| 4    | Olena Movchan    | Ukraine     | 39.10  |
| 5    | Karen Cockburn   | Canada      | 38.90  |
| 6    | Galina Lebedeva  | Biélorussie | 37.70  |
| 7    | Marina Mourinova | Russie      | 37.40  |
| 8    | Oxana Tsiguleva  | Ukraine     | 5.80   |

#### Par équipe
| Rang | Gymnaste    | Pays                                                                   | Points |
| ---- | ----------- | ---------------------------------------------------------------------- | ------ |
|      | Ukraine     | Oxana Tsyhuleva Yulia Domshevsky Olena Movchan Oxana Pochynok          | 115.80 |
|      | Allemagne   | Nicole Maintz Anna Dogonadze Tina Ludwig Irmgard Erl                   | 115.50 |
|      | Royaume-Uni | Claire Wright Kirsten Lawton Victoria Pollard Aurora Necco             | 114.40 |
| 4    | Canada      | Karen Cockburn Brenna Casey Heather Ross-McManus Lydia Zanon           | 114.40 |
| 5    | Biélorussie | Galina Lebedeva Liudmila Padasenko Natalia Karpenkova Tatiana Petrenia | 113.30 |

#### Synchronisé
| Rang | Gymnaste                           | Pays        | Points |
| ---- | ---------------------------------- | ----------- | ------ |
|      | Oksana Tsyhuleva Olena Movchan     | Ukraine     | 50.50  |
|      | Tina Ludwig Anna Dogonadze         | Allemagne   | 49.90  |
|      | Natalia Karpenkova Galina Lebedeva | Biélorussie | 48.10  |
| 4    | Lydia Zanon Karen Cockburn         | Canada      | 47.40  |
| 5    | Claire Wright Kirsten Lawton       | Royaume-Uni | 46.20  |
| 6    | Magali Trouche Stephanie Pallanche | France      | 45.50  |
| 7    | Natalia Chernova Irina Karavaeva   | Russie      | 37.70  |
| 8    | Hiroi Tokuma Akiko Furu            | Japon       | 23.00  |

#### Tumbling
| Rang | Gymnaste           | Pays        | Points |
| ---- | ------------------ | ----------- | ------ |
|      | Olena Chabanenko   | Ukraine     | 73.30  |
|      | Lajeana Davis      | États-Unis  | 69.60  |
|      | Kathryn Peberdy    | Royaume-Uni | 69.50  |
| 4    | Anna Korobeynikova | Russie      | 68.70  |
| 5    | Alisha Robinson    | États-Unis  | 68.10  |
| 6    | Anna Gaiganova     | Russie      | 66.10  |
| 7    | Tetyana Zhoutodup  | Ukraine     | 66.00  |
| 8    | Sevim Temal        | France      | 64.00  |

#### Tumbling par équipe
| Rang | Gymnaste    | Pays                                                                    | Points |
| ---- | ----------- | ----------------------------------------------------------------------- | ------ |
|      | Russie      | Elena Bloujina Tatiana Chakhnovskaia Anna Korobeinkova Anna Gaiganova   | 103.40 |
|      | Ukraine     | Olena Chabanenko Tetyana Zhoutodup Olena Dribna Khrystyna Zhereznyak    | 101.80 |
|      | Royaume-Uni | Kathryn Peberdy Elisabeth Gough Zoe Styles                              | 99.10  |
| 4    | France      | Sevim Temal Marlène Bayet Melanie Avisse Marion Limbach                 | 97.00  |
| 5    | Biélorussie | Hanna Tsiarenia Katsiaryna Kuziankova Yashkevic Mazian Hanna Pazniakova | 94.00  |

#### Double-Mini
| Rang | Gymnaste           | Pays       | Points |
| ---- | ------------------ | ---------- | ------ |
|      | Marina Mourinova   | Russie     | 62.20  |
|      | Monica Fernandez   | Argentine  | 61.80  |
|      | Katarina Prokesova | Slovaquie  | 61.10  |
| 4    | Dede Magavero      | États-Unis | 59.60  |
| 5    | Cheryl Johnson     | Canada     | 51.40  |
| 6    | Tara Sewell        | États-Unis | 42.10  |
| 7    | Jacinta Harford    | Australie  | 31.00  |
| 8    | Sabrina Teixeira   | Portugal   | 29.60  |

#### Double Mini par équipe
| Rang | Gymnaste   | Pays                                                            | Points |
| ---- | ---------- | --------------------------------------------------------------- | ------ |
|      | Russie     | Irina Vassilieva Marina Mourinova Svetlana Balandina            | 93.80  |
|      | Portugal   | Rita Costa Marta Ferreira Raquel Pinto Sabrina Teixeira         | 92.90  |
|      | Australie  | Kahli Ridge Robyn Forbes Jacinta Harford                        | 92.70  |
| 4    | États-Unis | Erin Smith Tara Sewell Debe Magavero                            | 92.30  |
| 5    | Canada     | Lisa Colussi- Mitruk Cheryl Johnson Shannon Lee Cassandra Siwek | 92.00  |